# Lisette Lewin
Lisette Lewin (Den Haag, 14 augustus 1939 – Amsterdam, 27 augustus 2024) was een Nederlands schrijfster en journaliste.

## Levensloop
De Joodse Lewin en haar vader overleefden de oorlog; haar moeder werd in een Duits concentratiekamp vergast. Lewin schreef erover in haar debuutroman Voor bijna alles bang geweest waarvoor ze in 1990 de Gouden Ezelsoor kreeg. Aanvankelijk was zij vooral werkzaam als journaliste, onder andere door haar reisreportages. Later schreef zij vooral romans. 
Lewin overleed in augustus 2024 op 85-jarige leeftijd.

## Publicaties

### Boeken
- Het clandestiene boek 1940-1945 (1983)
- Van Gorkistraat naar Beer-Sheva (1985)
- Voor bijna alles bang geweest (1989)
- Een hart van prikkeldraad (1992)
- Vorig jaar in Jeruzalem (1996)
- Herfstreis naar Dantzig (1997)
- Verliezers op zee (1999)
- Schommelingen van het hart (2005)
- De verloren savanne (2008)
- Bach onder de palmen (2012)

### Artikelen
- vele journalistieke bijdragen aan kranten
- "Collaboratie en verzet 1940-1945", in: 't Is vol van schatten hier (1986)
- "'Het leven was heerlijk': Djakarta in de konfrontasi", in: Indische Letteren, 25 (2010)

## Secundaire literatuur
- Bork, G.J. van: Schrijvers en dichters (2003-)
- Venema, Adriaan: hoofdstuk "Het tweede oorlogsjaar", in: Schrijvers, uitgevers & hun collaboratie, deel 4: Uitgevers en boekhandelaren (De Arbeiderspers, Amsterdam, 1992)